# Фаджако
Фаджако (адыг. Фаджэхъу) — река в России, протекает по территории Мостовского района Краснодарского края. Устье реки находится в 12 км по левому берегу реки Ходзи. Длина реки — 12 км, площадь водосборного бассейна — 26,7 км².

## Данные водного реестра
По данным государственного водного реестра России относится к Кубанскому бассейновому округу, водохозяйственный участок реки — Лаба от истока до впадения реки Чамлык. Речной бассейн реки — Кубань.
Код объекта в государственном водном реестре — 06020000712108100003717.